# Joachim Perels
Joachim Perels (* 31. März 1942 in Berlin) ist ein deutscher Politikwissenschaftler.

## Leben
Joachim Perels ist der Sohn des 1945 hingerichteten Widerstandskämpfers Friedrich Justus Perels und Enkel des in Sippenhaft gestorbenen Historikers Ernst Perels. Er studierte an den Universitäten Frankfurt am Main und Tübingen Rechtswissenschaften, Philosophie, Soziologie und Politikwissenschaft und wurde 1973 von der juristischen Fakultät der Universität Frankfurt promoviert. Seit 1971 ist er an der Universität Hannover (damals noch Technische Universität) tätig, erst als Verwalter einer wissenschaftlichen Assistentenstelle am Seminar für Wissenschaft von der Politik, ab 1975 als Akademischer Rat, 1976 als Akademischer Oberrat. 1978 habilitierte er sich ebenfalls in Hannover im Fach Politische Wissenschaft, seit 1983 ist er ebendort (inzwischen emeritierter) Professor für Politische Wissenschaft.
Seine Arbeitsgebiete sind die demokratische Verfassungstheorie, die Herrschaftsstruktur des Staatssozialismus, die Aufarbeitung der NS-Vergangenheit, die Nachwirkungen des NS-Systems in der Bundesrepublik Deutschland, die Ahndung von Staatsverbrechen und die politischen Implikationen der Theologie.
Joachim Perels ist unter anderem Mitbegründer und Redakteur der Zeitschrift Kritische Justiz, Vorsitzender des wissenschaftlichen Beirats des Fritz Bauer Instituts und Mitglied der internationalen Expertenkommission für den Ausbau der Gedenkstätte Bergen-Belsen sowie stellvertretender Direktor des Instituts für Föderalismusforschung.
2012 wurde ihm der Fritz-Bauer-Preis der Humanistischen Union verliehen.

## Schriften (Auswahl)
- Demokratie und soziale Emanzipation. Beiträge zur Verfassungstheorie der bürgerlichen Gesellschaft und des Sozialismus. VSA-Verlag, Hamburg 1988, ISBN 3-87975-414-4.
- Das juristische Erbe des „Dritten Reiches“. Beschädigungen der demokratischen Rechtsordnung. Campus-Verlag, Frankfurt am Main / New York 1999, ISBN 3-593-36318-6.
- Der Rechtsradikalismus – ein Randphänomen? Kritische Analysen. Offizin, Hannover 2003, ISBN 3-930345-40-4 (mit Michael Buckmiller).
- Entsorgung der NS-Herrschaft? Konfliktlinien im Umgang mit dem Hitler-Regime. Offizin, Hannover 2004, ISBN 3-930345-42-0.
- Befreiung aus gesellschaftlicher Unmündigkeit. Beiträge zur Geschichte und Theorie der Arbeiterbewegung. Peter Lang, Frankfurt am Main u. a. 2011, ISBN 978-3-631-61090-9.
- „Er stößt die Gewaltigen vom Thron und erhebt die Niedrigen“. Beiträge zur Theologie. Peter Lang Edition, Frankfurt am Main 2013, ISBN 978-3-631-62019-9.
- Der Nationalsozialismus als Problem der Gegenwart. Peter Lang Edition, Frankfurt am Main 2015, ISBN 978-3-631-62068-7.
- als Herausgeber: Martin Niemöller. Gewissen vor Staatsräson. Ausgewählte Schriften. Wallstein, Göttingen 2016, ISBN 978-3-8353-1700-0.
- Ansichten und Lebensstationen eines kritischen Gewissens. Gespräche, aufgezeichnet, bearbeitet und herausgegeben von Martin Arends,  Edition coram deo, Vöhrum 2022, ISBN 978-3-947441-02-0.